# Кану
Кануто е леко плавателно средство, изработвано и използвано от коренните жители на Северна и Южна Америка. Понякога понятието се употребява и за леките лодки на някои от полинезийските народи.

## Устройство и направа
Кануто може да бъде едноместно, двуместно или с повече места. Понякога е снабдено с ветрила и/или балансираща греда/и отстрани. Една от характерните му черти е почти пълната липса на разлики между носа и кърмата.
Северноамериканското кану е съставено от дървено скеле, облечено с кожа или с много тънки летвички, опушени със смола. Южноамериканските индианци ги правят, като издълбават много внимателно дънер на единично дърво, първо обгаряйки го и след това - остъргвайки го.

## Употреба
Обикновено се задвижва с единични весла (лопати за гребане), като веслото се държи с две ръце и гребящия е с лице по посока на движението. При гребане се стои в различни части на кануто в седнало положение, на едно или две колена в зависимост от кануто и стила на управление.
Дисциплината „Кану“ е официално признат олимпийски спорт.